# Maude Adelson
Maude Adelson, artistnamn för Maud Sylvia Adelsson Steinmann, ursprungligen Adelsson,
född 13 maj 1941 i Carl Johans församling, Göteborg, död 11 april 1977 i Hedvig Eleonora församling, Stockholm, var en svensk skådespelare. Adelson tillhörde TV-teaterensemblen 1962–1965 och gjorde även en rad filmroller.

## Biografi
Adelson var dotter till frisörmästaren Wolf Adelsson och Dora Adelsson, född Silbersky, samt syster till revisorn George Adelsson.
Adelson började som statist vid stadsteatern i Göteborg. Åke Falck fick henne att börja studera vid Pickwickklubbens teaterskola redan 1957 och hösten 1958 kom hon in på Dramatens elevskola. Efter studierna engagerades hon vid Intima Teatern samt en kortare tid vid Dramaten.
Hennes genombrott kom 1961 i Åke Falcks TV-serie, Nina, Nora, Nalle och samma år spelade hon mot Gunnar Hellström i Hasse Ekmans film, Stöten. 1962 spelade hon Ulla Winblad vid Bellmansspelen i Stockholm och titelrollen i Dramatens uppsättning av Anne Franks dagbok 1963. Maude Adelson nådde 1964 en internationell publik med en av de bärande rollerna i Gunnar Höglunds film Kungsleden. 1965 avbröt hon sin teaterkarriär men återkom tillfälligt 1967 vid ett inhopp i Kaktusblomman på Vasateatern. Hon arbetade under denna period vid TV och som assistent åt Hasse Ekman på Ideonteatern 1966.
Under sina sista år var Adelson politiskt aktiv i WIZO (Womens International Zionist Organisation).
Maude Adelson gifte sig 1966 med Jan Steinmann, senare verksam som direktör för kommersiella TV-kanaler. Efter skilsmässa hade hon ett förhållande med 
folkpartiledaren och vice statsministern Per Ahlmark.  Maude Adelson, som då led av cancer,
begick självmord i april 1977. Ahlmark lämnade i januari 1978 samtliga sina politiska uppdrag och har uppgivit att huvudskälet härtill var depression efter Adelsons bortgång. Adelson hade två barn.
Maude Adelson är gravsatt på Södra judiska begravningsplatsen i Stockholm.

## Filmografi
- 1957 – Snödrottningen
- 1960 – Tre önskningar
- 1961 – Nina, Nora, Nalle (TV-serie)
- 1961 – Stöten
- 1962 – Raggargänget
- 1962 – Kollektionen
- 1962 – Kvartetten som sprängdes
- 1963 – Prins Hatt under jorden
- 1963 – Möblemang i ek
- 1963 – Ett drömspel
- 1963 – Misantropen
- 1963 – Topaze (TV-teater)
- 1963 – Kärlekens och slumpens lek
- 1964 – Kärlek utan strumpor
- 1964 – Kungsleden
- 1964 – Wild West Story
- 1964 – Markisinnan
- 1965 – Festivitetssalongen
- 1965 – Niklasons (TV-serie)
- 1967 – Åsa-Nisse i agentform
- 1969 – Biprodukten
- 2003 – Skala 1:1

## Teater

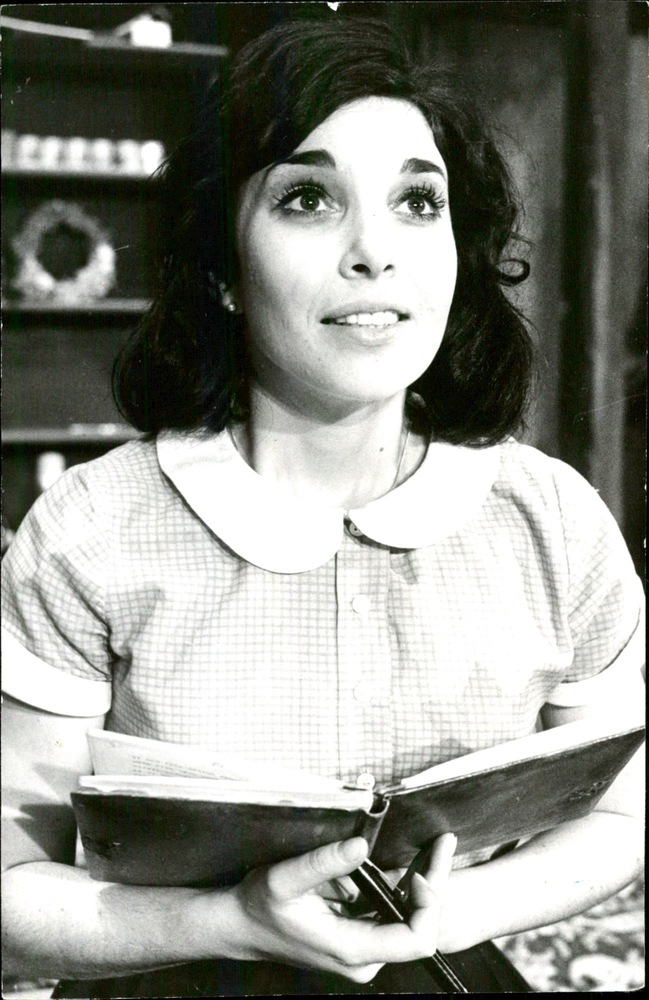
Adelson i rollen som Anne Frank på Dramaten 1964.

### Roller (ej komplett)
| År   | Roll                            | Produktion                                                                          | Regi                 | Teater        |
| ---- | ------------------------------- | ----------------------------------------------------------------------------------- | -------------------- | ------------- |
| 1959 | Carminella                      | Krukan Luigi Pirandello                                                             | Nils Olsén           | Dramaten      |
| 1960 | Övrig medverkande               | Hamlet William Shakespeare                                                          | Alf Sjöberg          | Dramaten      |
| 1960 | Råttan                          | Gisslan Brendan Behan                                                               | Per-Axel Branner     | Dramaten      |
| 1961 | Tessa                           | Det är aldrig för sent Felicity Douglas                                             | Åke Falck            | Intiman       |
| 1961 | Elva                            | Gungstolen Hasse Ekman                                                              | Hasse Ekman          | Intiman       |
| 1964 | Fröken Fröjd                    | Apoteket Sparven Hasse Ekman                                                        | Hasse Ekman          | Intiman       |
| 1970 | Charlotte Betty Irène Georgette | I hjärtat av Paris (Quatre pièces sur jardin) Pierre Barillet och Jean-Pierre Gredy | Stig Ossian Ericsson | Lilla teatern |
| 1973 | Antonia                         | Kaktusblomman Pierre Barillet och Jean-Pierre Grédy                                 | Per Gerhard          | Vasateatern   |

### Fotnoter
1. 1 2  Sveriges dödbok 1860–2017, utgiven av Sveriges släktforskningsförbund.
2. ↑  Sveriges befolkning 1960.
3. 1 2 3 4  ”Maude Adelson”. Svensk Filmdatabas. http://www.sfi.se/sv/svensk-filmdatabas/Item/?type=PERSON&itemid=66401&ref=%2ftemplates%2fSwedishFilmSearchResult.aspx%3fid%3d1225%26epslanguage%3dsv%26searchword%3dmaude+adelson%26type%3dPerson%26match%3dBegin%26page%3d1%26prom%3dFalse. Läst 17 september 2012.
4. ↑  Dagens Nyheter, 3 juli 1966, sid. 16
5. ↑  Dagens Nyheter, 13 april 1977, sid. 33
6. ↑  Bröllopsbild, utbjuden på Amazon.com. Läst 14 juli 2020.
7. ↑  Olle Wästberg: Den som inte gör motstånd blir medskyldig. Minnesord över Per Ahlmark, Tidningen NU, 14 juni 2018. Läst 14 juli 2020.
8. ↑  Ahlmark, Per (2011), Gör inga dumheter medan jag är död! : memoarer, Stockholm: Atlantis, s. 279–318, ISBN 978-91-7353-470-3
9. ↑  Svenska Dagbladet, 13 april 1977, sid. 14
10. ↑  Maude Sylvia Adelson Steinmann på "Find a Grave". Läst 14 juli 2020.
11. ↑  ”'Det är aldrig för sent'”. Dagens Nyheter:  s. 16. 3 mars 1961. http://arkivet.dn.se/arkivet/tidning/1961-03-03/60/16. Läst 22 augusti 2015.
12. ↑  ”Hasse Ekmans tre roller i 'Gungstolen' på Intiman”. Dagens Nyheter:  s. 12. 11 november 1961. http://arkivet.dn.se/arkivet/tidning/1961-11-11/306/12. Läst 22 augusti 2015.
13. ↑  ”I hjärtat av Paris”. Musik- och Teaterbiblioteket. https://calmview.musikverk.se/CalmView/Record.aspx?src=CalmView.Performance&id=PERF14494&pos=68. Läst 21 juli 2025.
14. ↑  Hans Axel Holm (10 oktober 1970). ”Likgiltig komedi på Lillan”. Dagens Nyheter:  s. 15. https://arkivet.dn.se/tidning/1970-10-10/275/15. Läst 27 juni 2018.
15. ↑  Barbro Hähnel (20 januari 1973). ”Skådespelarna lyfter upp 'Kaktusblomman'”. Dagens Nyheter:  s. 13. http://arkivet.dn.se/arkivet/tidning/1973-01-20/18/13. Läst 23 augusti 2015.